# Stazione di Berlino-Lichterfelde Ovest
La stazione di Berlino-Lichterfelde Ovest (in tedesco Berlin-Lichterfelde West) è una stazione ferroviaria della S-Bahn di Berlino. Si trova nell'omonimo quartiere berlinese nella zona residenziale sud-ovest della città.

## Storia
La stazione, posta sulla linea ferroviaria della antica "Wannseebahn", fu aperta con il nome Lichterfelde nel 1872, l'edificio della stazione fu costruito nello stile di una villa toscana. La stazione con 2 binari è oggi servita esclusivamente dai treni della S-Bahn e si trova sulla linea della S1 che collega il centro della città  dalla stazione di Berlin-Friedrichstraße attraverso la stazione di Berlin Potsdamer Platz con la periferia sud-ovest in direzione di Wannsee e di Potsdam. La stazione di Lichterfelde West è la fermata della S-Bahn più vicina alla Freie Universität Berlin nell'adiacente quartiere di Dahlem.